# Adolf Frederic I de Mecklenburg-Schwerin
Adolf Frederic I de Mecklenburg-Schwerin (en alemany Adolf-Friedrich I von Mecklenburg-Schwerin) va néixer a Schwerin (Alemanya) el 15 de desembre de 1588 i va morir a la mateixa ciutat el 27 de febrer de 1658. Era fill del duc Joan VII (1558-1592) i de Sofia de Schleswig-Holstein-Gottorp (1569-1634).
En morir el seu pare, el 1592, Adolf Frederic era encara menor d'edat. La regència del ducat va ser portada per Ulrich III de Mecklenburg-Güstrow i pel duc Carles de Mecklenburg-Güstrow. En assolir la majoria d'edat el 1608 va governar conjuntament amb el seu germà Joan Albert II, fins que el 1621 el ducat de Schwerin és atribuït definitivament a Adolf Fredric.
Els dos germans es van adherir el 1623 a l'aliança en defensa de la Baixa Saxònia, i van intentar restar al marge de la Guerra dels Trenta Anys, tot i que en secret va prestar suport a les tropes del rei Cristià IV de Dinamarca. Després de la batalla de Lutter, els dos germans van renunciar a donar suport al monarca danès, i en ser considerats enemics de l'emperador van ser desposseïts dels seus ducats. Així, el 1628 els ducats de Mecklenburg-Schwerin i de Güstrow va ser concedits a Albrecht von Wallenstein. Però a la seva mort, el 1631, amb el suport de les tropes sueques se'ls van restituir els ducats, el de Mecklenburg-Schwerin a Adolf Frederic i el de Mecklenburg-Güstrow a Joan Albert. Per tal de compensar l'ajuda de Suècia, els dos germans van cedir provisionalment Wismar, l'illa de Poel i Warnemünde, dominis que amb la signatura de la Pau de Westfàlia, el 24 d'octubre de 1648 restarien definitivament en mans de Suècia.

## Matrimoni i fills
El 4 de setembre de 1622 es va casar amb Anna d'Ostfriesland (1601-1634), filla del príncep Enno II d'Ostfriesland (1563-1625) i d'Anna de Schleswig-Holstein-Gottorp (1575-1615). El matrimoni va tenir vuit fills: 
- Cristià Lluís (1623-1692), duc de Mecklenburg-Schwerin de 1658 a 1692, casat primer amb Cristina de Mecklenburg-Güstrow, de qui es va divorciar el 1663, i després amb Elisabet de Bouteville.
- Sofia (1625-1670), abadessa del monestir de Rühn.
- Carles (1626-1670), duc de Mecklenburg-Mirow.
- Anna Maria (1627-1669), casada amb August de Saxònia-Weissenfels (1614-1680).
- Joan (1629-1675), duc de Meklenburg-Mirow, casat amb Elisabet de Brunsvic-Wolfenbüttel.
- Hedwig (1630-1631)
- Gustau Rudolf (1632-1670), casat amb Erdmuda de Saxònia-Lauenburg (1644-1689), filla del Duc Francesc Enric de Saxe-Lauenburg.
- Juliana (1633-1634)

En morir la seva dona el 1634, Adolf Frederic es va casar de nou, a l'any següent, amb Caterina de Brunsvic-Dannenberg (1616-1665), filla del duc Juli Ernest (1571-1636) i de Maria d'Ostfriesland (1582-1616). Aquest segon matrimoni va tenir onze fills:
- Juliana Sibil·la (1636-1701)
- Frederic (1638-1688), duc de Mecklenburg-Grabow de 1658 a 1688, casat amb Cristina Guillemina de Hessen-Homburg (1653-1722).
- Cristina (1639-1693), abadessa del monestir de Gandersheim.
- Bernat Segimon (1641-1641)
- Augusta (1643-1644)
- Elisabet (1646-1713), abadessa del monestir de
- Anna Sofia (1647-1726), casada amb el duc Jules de Wurtemberg-Juliusbourg (1653-1684).
- Adolf Ernest (1650-1651)
- Felip Lluís (1652-1655)
- Enric Guillem (1653-1653)
- Adolf Frederic (1658-1708), duc de Mecklenburg-Strelitz, casat primer amb Maria de Mecklenburg-Güstrow (1659-1701), després amb Joana de Saxònia-Gotha (1680-1704), i finalment amb Cristiana Emília de Schwarzburg-Sondershausen (1681-1751)